# Ministerium für Informations- und Kommunikationstechnologie des Iran
Das Ministerium für Informations- und Kommunikationstechnologie oder das Ministerium für ICT  (persisch وزارت ارتباطات و فناوری اطلاعات)  gegründet 1908, ist in der Islamischen Republik Iran für Post, Telefon und Informationstechnologie zuständig.
Die Ausarbeitung und Umsetzung von Richtlinien für Postdienste ist Aufgabe des Ministeriums für Informations- und Kommunikationstechnologie (IKT), das auch für die Erteilung von Einfuhrlizenzen für bestimmte Kommunikationsgeräte und Teile davon wie Mobiltelefone zuständig ist.

## Geschichte
Der Postdienst im Iran wurde vor 1876 von einem Büro abgewickelt. Im selben Jahr, in dem es gegründet wurde, wurde dieses Büro auf Anordnung von Naser-aldin Shah in ein Ministerium umgewandelt. In dem Beschluss wurde festgelegt, dass Amin-almolk, Minister für Aufgaben und Rat, für die Durchführung der Operationen (Postdienste) des Ministeriums für IKT ausgewählt wird. Nach einem Jahr als Minister für IKT trat er 1877 aus dem Ministerium für Aufgaben und Rat zurück und beschloss, mehr Zeit dem Ministerium für IKT zu widmen. Im 19. Jahrhundert wurde dieses Ministerium von Amin-almolk als Minister und Mirza Rahim als stellvertretender Minister für IKT verwaltet.
Im Jahr 1882 wurde ein Buch veröffentlicht (lithographierte Broschüre mit dem Titel "Der Tarif des Großen Postamts des Iran"). Es zeigte Karten der Telegrammämter, Postämter, Ponypoststraßen und des Postnetzes im Iran des 19. Jahrhunderts. In dieser Broschüre wurde davon gesprochen, dass der Iran sieben Haupt- und fünf Nebenpostlinien hat. Nach dem späten 19. Jahrhundert gab es im iranischen Postministerium keine größeren Änderungen als die normalen organisatorischen und strukturellen Änderungen. Nach der Präsidentschaft von Amir Kabir traten neue Renovierungen im Amt des Iran auf. Die Posten während der Ära der Imperialisten wurden ausgesetzt, die außerschulischen Aktivitäten wurden ausgesetzt und die Postdienste wurden gemäß der Disziplin von Amir Kabir schnell.
Das Ministerium für Postdienste hatte 1906 eine organisatorische Umstrukturierung. Das Telegrafenamt wurde dem Postministerium unterstellt und das Ministerium für Post und Telegraf wurde gebildet. Das erste Telefonpatent wurde Basir-ol-mamalek im Jahr 1900 zuerkannt und seitdem begannen die Telefondienste in Teheran zu arbeiten. 1929 unterbreitete das Ministerium für Post und Telegraph dem Parlament einen Vorschlag zum Kauf der Aktien der einzigen Telefongesellschaft. Dann wurde das Ministerium für Post, Telegraf und Telefon gegründet, nachdem die Regierung die Aktien der einzigen Telefongesellschaft gekauft hatte.
Nach dem Jahr 1929 wurden dem Ministerium bis 2003 viele Entwicklungsprojekte übertragen. Es gab mehrere Tochtergesellschaften und Zentren, die viele Entwicklungen durchlaufen und in der Lage waren, Kommunikationslösungen im Iran zu verbreiten. Im Jahr 2003 beschloss ein Pflichten- und Verantwortungskatalog des iranischen Parlaments, das Ministerium von "Ministerium für P.T.T" in "Ministerium für I.C.T" umzubenennen. Der Gesetzentwurf brachte auch eine Strukturreform für das I.C.T.-Ministerium. Es enthielt neue Gesetze und Mandate des Parlaments. So wurden neben der T.C.I. drei private Unternehmen gegründet: Data Communication Company, die 2005 von der I.C.T übernommen wurde, sowie T.I.C und M.C.I. Einige der Entwicklungen umfassen die Gründung von T.C.I und I.R.I Post Company sowie die Organisation zweier Organisationen namens I.S.A und C.R.A und arbeiten auch daran, zwei neue Räte namens "High Council of IT" und "Space Council" aufzubauen.

## Liste der Minister
| No. | Porträt | Name                         | Took office       | Left office       | Party                            | Government                            |
| --- | ------- | ---------------------------- | ----------------- | ----------------- | -------------------------------- | ------------------------------------- |
| 1   |         | Mohammad Hassan Eslami       | 22 February 1979  | 4. November 1979  | Independent                      | Interim Government                    |
| 2   |         | Mahmoud Ghandi               | 28. November 1979 | 28 June 1981      | Islamic Republican Party         | Interim Government Rajai              |
| 3   |         | Morteza Nabavi               | 17. August 1981   | 28 October 1985   | Islamic Republican Party         | Bahonar Interim Government Mousavi I  |
| 4   |         | Mohammad Gharazi             | 28 October 1985   | 20. August 1997   | Independent                      | Mousavi II Rafsanjani I Rafsanjani II |
| 5   |         | Mohammad Reza Aref           | 20. August 1997   | 17 June 2000      | Islamic Iran Participation Front | Khatami I                             |
| 6   |         | Ahmad Motamedi               | 14 January 2001   | 24. August 2005   | Independent                      | Khatami II                            |
| 7   |         | Mohammad Soleimani           | 24. August 2005   | 3. September 2009 | Independent                      | Ahmadinejad I                         |
| 8   |         | Reza Taghipour               | 3. September 2009 | 2 December 2012   | Independent                      | Ahmadinejad II                        |
| 9   |         | Mohammad Hassan Nami         | 26 February 2013  | 15. August 2013   | Military                         | Ahmadinejad II                        |
| 10  |         | Mahmoud Vaezi                | 15. August 2013   | 20. August 2017   | Moderation and Development Party | Rouhani I                             |
| 11  |         | Mohammad Javad Azari Jahromi | 20. August 2017   | 25. August 2021   | Independent                      | Rouhani II                            |
| 12  |         | Eisa Zarepour                | 25. August 2021   | Incumbent         |                                  | Raisi                                 |